# Monte Aloia
Monte Aloia este o arie protejată (arie specială de conservare — SAC, sit de importanță comunitară — SCI) din Spania întinsă pe o suprafață de 782,89 ha, integral pe uscat.

## Localizare
Centrul sitului Monte Aloia este situat la coordonatele 42°04′56″N 8°40′48″W / 42.0822°N 8.68°V.

## Înființare
Situl Monte Aloia a fost declarat sit de importanță comunitară în martie 2004 pentru a proteja 19 specii de animale. Situl a fost protejat și ca arie specială de conservare în martie 2014.

## Biodiversitate
Situată în ecoregiunea atlantică, aria protejată conține 11 habitate naturale: Peșteri inaccesibile publicului, Pante stâncoase silicioase cu vegetație casmofită, Păduri de stejar galițio-portugheze cu Quercus robur și Quercus pyrenaica, Cursuri de apă de la nivel de câmpie la nivel montan, cu vegetație Ranunculion fluitantis și Callitricho-Batrachion, Roci stâncoase cu vegetație pionieră de Sedo-Scleranthion sau Sedo albi-Veronicion dillenii, Fânețe de joasă altitudine (Alopecurus pratensis, Sanguisorba officinalis), Păduri aluvionare cu Alnus glutinosa și Fraxinus excelsior (Alno-Padion, Alnion incanae, Salicion albae), Matorral arborescenți cu Laurus nobilis, Pseudostepă cu ierburi și specii anuale de Thero-Brachypodietea, Pajiști uscate europene, Liziere de ierburi înalte hidrofile de câmpie și de nivel montan până la alpin.
La baza desemnării sitului se află mai multe specii protejate:
- păsări (8): uliu porumbar (Accipiter gentilis), pescăruș albastru (Alcedo atthis), caprimulg (Caprimulgus europaeus), cuc (Cuculus canorus), ciocârlie de pădure (Lullula arborea), Ptyonoprogne rupestris, silvie mediteraneană (Sylvia melanocephala), silvie de tufiș (Sylvia undata)
- amfibieni (2): Chioglossa lusitanica, Discoglossus galganoi
- mamifere (3): liliac comun (Myotis myotis), liliacul mare cu potcoavă (Rhinolophus ferrumequinum), liliacul mic cu potcoavă (Rhinolophus hipposideros)
- nevertebrate (4): Coenagrion mercuriale, Elona quimperiana, Geomalacus maculosus, Oxygastra curtisii
- pești (1): Achondrostoma arcasii
- reptile (1): Lacerta schreiberi

Pe lângă speciile protejate, pe teritoriul sitului au mai fost identificate 3 specii de plante, 2 specii de păsări, 2 specii de amfibieni, 2 specii de mamifere, 1 specie de reptile.